# Teo Torriatte (Let Us Cling Together)
Teo Torriatte (Let Us Cling Together) ("手をとりあって", transkr.: te o toriatte) ist ein Rocksong der Rockband Queen. Er wurde am 25. März 1977 als dritte Single aus dem Album A Day at the Races veröffentlicht. Der Song wurde als Single in Japan veröffentlicht und erreichte dort die Charts.

## Geschichte
Der Song wurde von Brian May geschrieben. Er beginnt mit einem ruhigen, in Moll gehaltenen Pianomotiv und Freddie Mercurys Gesang. Auch ein Harmonium ist zu hören. Beides wurde von May gespielt. Im Refrain – in diesem ist auch eine E-Gitarre zu hören – ändert sich der Song zu Dur, um dann in der nächsten Strophe wieder zu Moll zurückzukehren. Gegen Ende des Songs sind auch einige japanische Textzeilen zu hören. Diese stellen eine ungefähre Übersetzung des Refrains dar: „Let us cling together as the years go by / Oh my love, my love / In the quiet of the night / Let our candle always burn / Let us never lose the lessons we have learned.“

## Musikvideo
Auf YouTube wurde ein offizielles Lyrikvideo veröffentlicht. Es wurde mehr als 5,9 Millionen Mal abgerufen (Stand: Mai 2025).

## Rezeption
Der Song erreichte in den japanischen Charts Platz 49.
Auf dem Videoalbum Super Live in Japan ist der Titel mit Brian May und Paul Rodgers zu hören. Teo Torriatte wurde auch von der japanischen Sängerin Kokia auf ihrem Weihnachtsalbum Christmas Gift (2008) gecovert, außerdem von Mêlée 2010 auf der japanischen Ausgabe ihres Albums The Masquerade. Andre Matos, der frühere Sänger von Angra, coverte den Song auf der japanischen Ausgabe seines Albums Mentalize, ebenfalls aus dem Jahr 2010.